# Castelo de Villalba
O Castelo de Villalba localiza-se no município de Cebolla, província de , comunidade autónoma de Castela-Mancha, Espanha. Ergue-se em posição dominante sobre um monte de onde se descortina a ampla veiga do rio Tejo, junto a uma encruzilhada de vias terrestres.

## História
A primitiva ocupação de seu sítio remonta a uma antiga fortificação romana, com a função de posto de controle de uma estrada romana, a via A25 do imperador Antonino Pio (138-161), o que justifica a hipótese da existência de pelo menos uma mansão (Pérez de Tudela e outros, 1997). Os artefactos arqueológicos trazidos à luz no local confirmam a ocupação romana (Cedillo, 1959).
O actual castelo foi edificado sob o domínio muçulmano, nos séculos XI e XII.
Sofreu novas e importantes alterações no contexto da Reconquista cristã da Península Ibérica, quando de sua conquista pela Ordem do Templo. Posteriormente passou para as mãos de diversas famílias da nobreza, encontrando-se actualmente nas mãos dos condes de Deleitosa, ainda que em estado de total ruína.
Alguns autores identificam-no como o Castelo de Bolobras, citado em um privilégio de Afonso VII de Leão, datado de 1142: "Dono uobis et castellum de Bolobras cum omnibus aldeis et terminis et riuo Tagi et Pusam et totam terram et ualles (…)."